# Amerostenus australiensis
Amerostenus australiensis är en stekelart som beskrevs av Girault 1913. Amerostenus australiensis ingår i släktet Amerostenus och familjen puppglanssteklar. Inga underarter finns listade i Catalogue of Life.